# 1-й Амбулаторный проезд
Пе́рвый Амбулато́рный прое́зд (название утверждено 24 октября 1958 года) — проезд в Северном административном округе города Москвы на территории района Аэропорт. Примыкает ко 2-му Амбулаторному проезду. Назван по находящемуся вблизи Амбулаторному переулку, который в свою очередь получил название от расположенной там амбулатории.

## Здания и сооружения
- 8а — Колледж Автомобильного Транспорта №9
- 8 стр.2 — Театральный художественно-технический колледж (ТХТК).

## Транспорт
- Станции метро:
  - «Сокол»
  - «Аэропорт»
- Железнодорожная платформа Рижского направления Московской железной дороги «Красный Балтиец».